# Kasvinszki Attila
Kasvinszki Attila (Budapest, 1976. június 11. –) színész, rendező.

## Élete
2002-ben végzett a Színház- és Filmművészeti Egyetem prózai színész szakán, Benedek Miklós osztályában.
Az egyetem elvégzése után a nyíregyházi Móricz Zsigmond Színházban játszott, ahonnan 2004-ben néhány színésztársával kivált, és önálló társulatot hoztak létre.[pontosabban?]

## Rendezései
- Hasadás, film 2022. rendező, forgatókönyvíró, producer
- Tehetetlenek, színház és dokumentumfilm 2022. rendező, író
- Paraziták a Paradicsomban, film 2018. rendező, forgatókönyvíró
- Zsákfalu, avagy a maffia próbálkozásai egy kis faluban színház és film, 2013. rendező
- Martin McDonagh: Vaknyugat – színház és film, 2012. rendező
- Lefevre után az élet (Mrozek: Szerződés c. műve alapján) – színház/film, 2010. rendező
- Dosztojevszkij-Hamvas: Pietro a skizo, a két gyilkos és a pszichiáter - színház, 2009. rendező
- Mayenburg: Paraziták – színház, 2008. rendező
- Tanulmányok, átalakulások – színház és film, 2007. rendező
- Dosztojevszkij alapján: DOSZT 99 – színház, 2007. rendező
- KÁOSZ 2005 – videofilm, 2006. rendező – Berlin Achtung Filmfesztivál meghívott filmje

## Forgatókönyvei
- Hasadás
- Paraziták a paradicsomban
- Feloldozás
- A pap, a szakács és a lovaskaszkadőr
- Zsákfalu
- Charles Útja

## Filmszerepei
- Hasadás (magyar film 2023.) színész, rendező: Kasvinszki Attila
- 60 óra (magyar kisjátékfilm 2019.) színész, rendező: Saufert Ákos
- Aranyélet (magyar filmsorozat 2015.) színész, rendező: Mátyássi Áron, Dyga Zsombor
- Víkend (magyar film 2014.) színész, rend: Mátyássi Áron
- Szépségkirálynő (magyar kisjátékfilm 2014.) színész, rendező: Oláh Judit
- Fehér isten (magyar film 2014. Cannes-i fesztivál (2014) - Un Certain Regard díj) színész, rend: Mundruczó Kornél
- Utolsó idők (magyar filmdráma, 2009 - 40. Magyar Filmszemle (2009) - Zöld Holló-díj,
- Arany Orsó-díj) színész, rend: Mátyássi Áron
- Átok (magyar filmsorozat, 2012) színész, rend: Mátyássi Áron
- Afta - (magyar kisjátékfilm) színész, rendező: Mundruczó Kornél
- Te és te (magyar kisjátékfilm) színész, rendező: Tősér Ádám
- Szent Iván napja (magyar játékfilm) színész, rend: Meskó Zsolt
- Fiúk a házból, színész (magyar játékfilm) színész, rend: Meskó Zsolt